# 大叶观音草
大叶观音草（学名：Peristrophe fera var. intermedia）为爵床科观音草属下的一个变种。

## 扩展阅读
- 維基物種上的相關：大叶观音草